# スコティッシュフォールド
スコティッシュフォールド（英語：Scottish Fold）は、イギリス北部に起源をもつネコの一品種である。スコットランドで発見された、突然変異した猫の個体から発生した。折れ曲がった独特の耳が、何よりも際立った特徴とされる。立ち耳の個体は「スコティッシュストレート」とも呼ばれる。

## 歴史

発祥の地、テイサイド

猫種スコティッシュフォールドの歴史は、1961年にスコットランド中部に位置するテイサイドの農家に生まれた、一匹の雌の白猫、スージーに始まる。スージーは農場に生まれた他の猫らと違い、いつまでも耳が立たなかった。その後成長すると、スージーが1963年に出産した複数の子猫に、同じ折れ耳を持つ個体が発見、耳が遺伝形質と確認され、計画的繁殖が始まった。
スージーと同じ雌であった子猫は、ウィリアム&メアリー・ロス夫妻へと引き渡され、スヌークスと名付けられた。スヌークスはブリティッシュショートヘアの雄と交配し、雌が出産した雄の白猫はスノーボールと名付けられ、地元の展覧会へ出陳されるなどした。
スージー誕生からちょうど10年目の1971年、数匹の「スコットランドの折れ耳猫」がメアリーによって、アメリカ合衆国の遺伝学者ニール・トッドへ移送された。以後米国でブリティッシュショートヘアとアメリカンショートヘアとを用いた品種改良が続けられ、折れ耳猫は1994年に、「スコティッシュフォールド」の名で一猫種として公認された。

## 特色

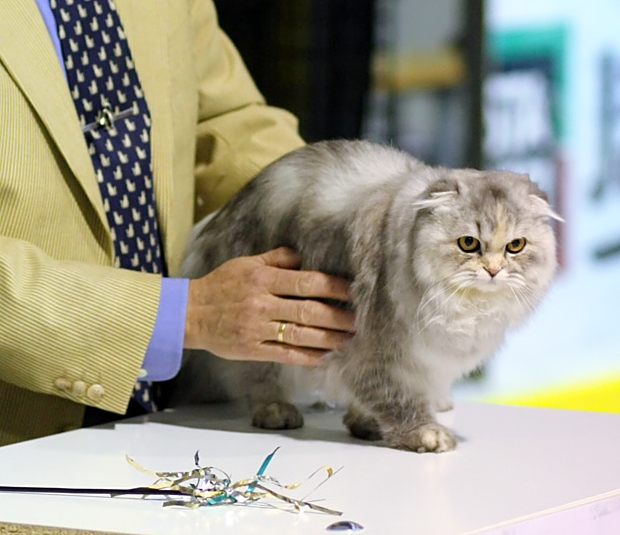
「ロングヘアフォールド」

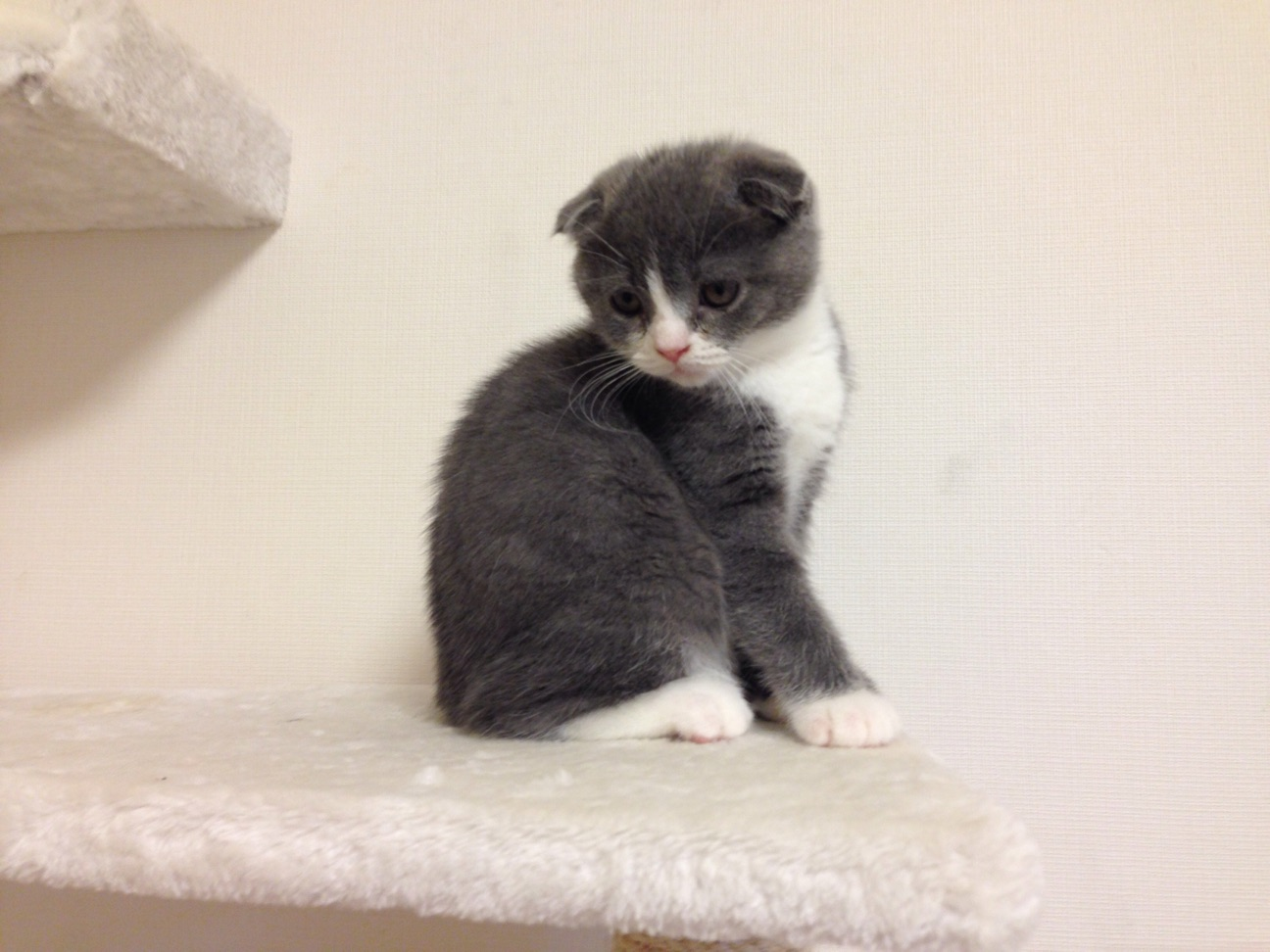
ブルーとホワイトカラーのスコティッシュフォールドの子猫

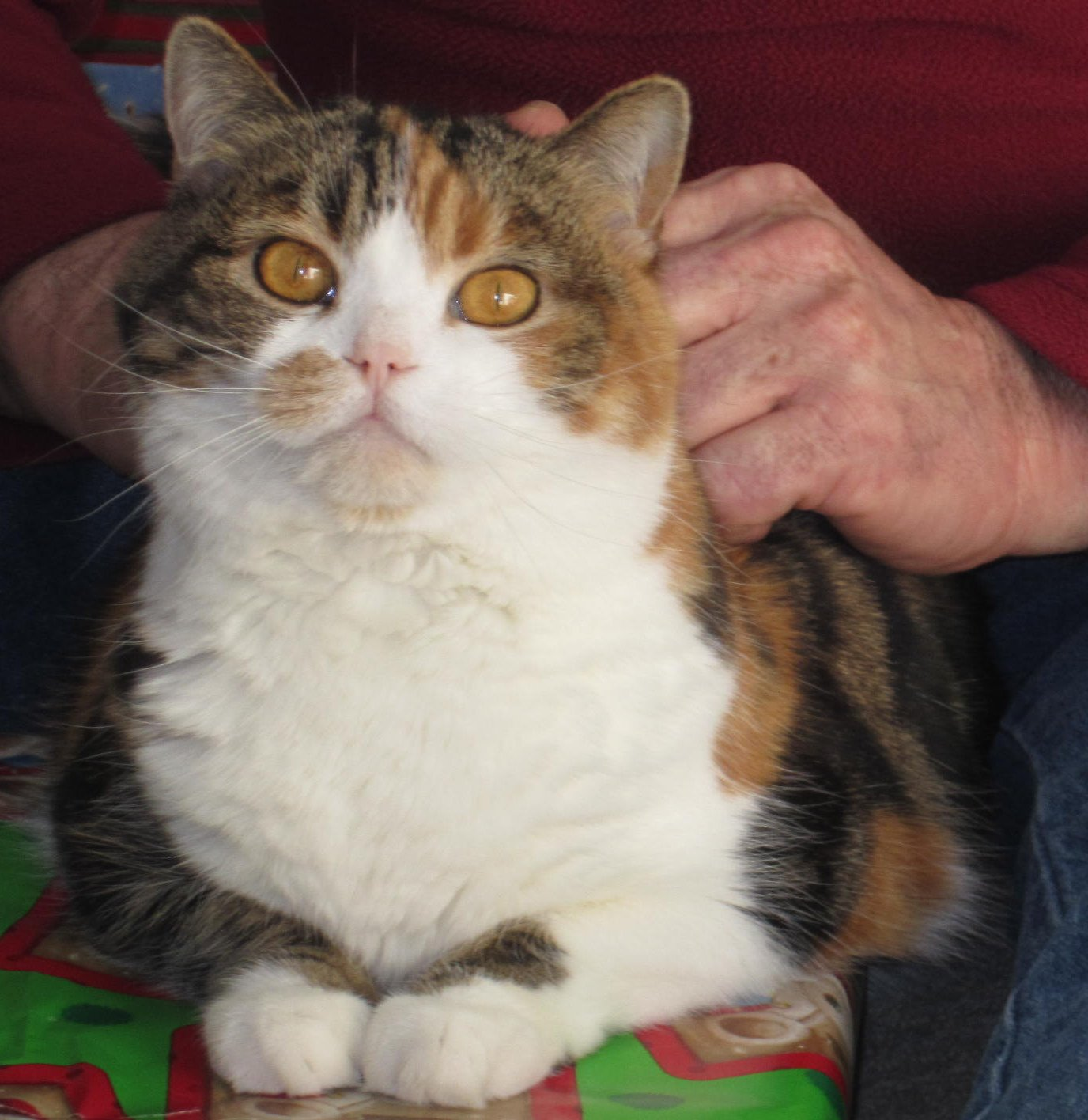
耳が垂れていない立ち耳のスコティッシュフォールド

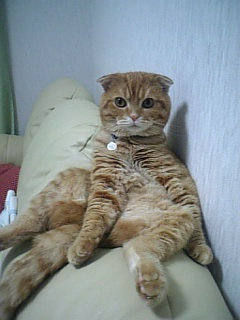
通称『スコ座り』という特有の座りかたをするスコティッシュフォールド

「折れ曲がり」を意味する英語の「フォールド (fold)」という名が説明するように、最大の特徴は、前方に折れ曲がりながら垂れた耳である。加えて短めの首、丸い顔、丸みを帯びた小柄な身体も、独特とされている。
「耳の先に触れずに頭上に手を乗せられる唯一の猫」でもあり、小さく折り畳まれた耳に大きな眼という特徴から、その外観はフクロウのようと形容される。

### 耳
その耳は優性遺伝で発現するもので、折れ曲がり具合には様々な段階が存在している。折れ耳は生まれた時からでなく、生後13 - 23日目に生じ始める―すなわち耳が畳まれ始める。
また、通常の耳を持つ猫と比べ、耳の伝染病を罹患しにくいという実利的な特質がある。その一方で、耳道の閉塞により耳垢排出不全を起こし外耳炎を起こすケースもある。
全てのスコティッシュフォールドの耳が折れ曲がっているわけではなく、立ち耳も存在する。タレント猫として広く知られ、いずれも一時はギネス世界記録保持者であった「まる」と「もちまる」（『タレント猫』節を参照のこと）は、立ち耳の個体の実例として最適で、彼ら2匹は普通のネコと同様であるが、耳以外のスコティッシュフォールドの特徴は残っている。

### 被毛
短毛種と長毛種が存在、長毛種には「ハイランドフォールド」あるいは「ロングヘアフォールド」の異称がある。
前述のスージーが長毛遺伝子だったことが明らかとなっており、その血を漏れなく引いているスコティッシュフォールドは、直近の祖先が短毛でも、スージーからの長毛遺伝子を保有している可能性がある。加えて原産国イギリスでの交配史において、異種交配の相手はブリティッシュショートヘアが多く、そのブリティッシュショートヘアの異種交配相手はペルシャであることがしばしばであった。つまりそうして紛れ込んだ長毛遺伝子も保有する可能性が存在する訳である。
毛色にはあらゆるものがあり、ビロードの様に柔らかな手触りにして厚みを有し、一般的には首の周りが少し長めである。長毛種の特色は、その分厚い被毛の他には特に存在しないが、短毛に対し劣性なため、長毛種は「出会えれば幸運」と言われるほど希少ではある。

### 頭部
かなりの丸みを帯びた輪郭で、ふっくらとした頬を持つ。雄の個体の頬は特に肉付きが良いことから、垂れているようにすら見える。鼻は幅広く、横から見ると緩やかな曲線を描いているのがわかる。見開いたような大きな眼を持ち、その色は毛色に準ずる。あらゆる目色が存在し、最もありふれたものは銅色である。

### 障害
スコティッシュフォールドはその骨格に、関節の異常を特徴とする特有の障害を持つことがある。これは折れ耳同士の交配によって生まれた、つまり折れ耳を生じる遺伝子同士の同型接合で生まれた個体に起こるもので、生後4 - 6か月目に発現する。太く短い尻尾がその徴候である。いわゆる奇形であり、交配の観点からすれば、健康なスコティッシュフォールドを生むためには、真っ直ぐな耳を持った猫が不可欠になってくる。この障害はイギリスにおいて、一猫種としての認定を長年にわたって妨げてきた。
1970年代初頭からスコティッシュフォールドはX線診療において骨病変がしばしば見受けられるようになり、イギリスの遺伝学者の研究からこの猫種は骨に問題があり、遺伝子よりもむしろ初期段階の過剰な近親交配に原因があると報告した。品種の健康状態を回復するためには、異種交配による遺伝子プールを広げることが重要かつ必要だという決定がなされ、その後の米国を中心とする15～20年にわたる慎重な繁殖により、健康な品種を再び取り戻すことに成功したとTICAは述べている。
上記により、スコティッシュフォールドの交配はアウトブリードやアウトクロスが推奨されており、ブリティッシュショートヘアやアメリカンショートヘアとの交雑種が許容されている。同様の理由から交雑種を認められる猫種には、デボンレックスなどが存在する。
2001年には、ドイツにおいて健康状態のサンプル調査が実施された。5カ国の22匹の血筋からなる56匹の猫が11カ国の獣医師と品種審査員によって評価され、1000回にわたる検査や時間経過追跡によってもネガティブな結果は得られなかったとし、ISFA協会の研究員はドイツにおける動物福祉法の§11b「虐待の禁止」に該当する繁殖の問題は存在しないと述べている。
2016年には、米国ミズーリ大学獣医学部の研究員らが折れ耳と骨軟骨異形成症（SFOCD）の原因となる遺伝子変異を特定したと報告した。44匹のスコティッシュフォールドと55匹の一般猫のDNAサンプルを使用した研究により、カルシウム透過性イオンチャネルのTRPV4が関連していると述べている。
2023年には、オーストラリアにおいて大規模なアーカイブ研究が実施された。この研究では1992年～2018年までの34926件の診療記録が調査され、1131匹のスコティッシュフォールド（折れ耳）の記録のうち骨軟骨異形成症（SFOCD）と診断されたのは1.1%（12匹）で、他5.7%はSFOCDの疑いがあった。シドニー大学の研究員らはこの結果から、臨床的に診断されたケースにおいてSFOCDは有病率が比較的低いこと、一般には生後30か月未満で診断されること、を示唆していると述べている。
2024年には、日本のアニコム損害保険株式会社が世界のペット保険会社公表データから33417匹のスコティッシュフォールド（立ち耳を含む）を調査した結果を報告している。この「家庭どうぶつ白書2024」によると筋骨格系疾患による保険請求は猫全体1.8%に対して3.9%、関節炎による請求は猫全体0.3%に対して0.9%、歩行異常/跛行/四肢の痛み（原因未定）による請求は猫全体0.9%に対して1.7%であったとしている。
イギリスの動物福祉団体UFAW（動物福祉のための大学連盟）は、両親が折れ耳の場合は、激しい痛みを伴う体の変形と壊滅的な関節疾患を引き起こし、早い段階で安楽殺されることが多いこと、また片親だけが折れ耳の時でも、痛みや傷害を伴う重大な関節疾患を伴う場合もあると報告。GCCF（イギリスの血統猫の登録機関：Governing Council of the Cat Fancy）もまた、1970年代初めにスコティッシュフォールドの登録を禁止して以来、禁止を継続している。英国獣医協会もまた、健康への懸念からスコティッシュフォールドの繁殖をやめるべきだと警告する。オランダでは2026年1月から、折れ耳や毛のない猫（スコティッシュフォールドやスフィンクスなど）を飼うことは、動物福祉の観点から違法になる。

### 座法
スコティッシュフォールドはしばしば「人間のよう」「プレーリードッグのよう」「ブッダのよう」と言われる特有の座り方を見せ、『スコ座り』と言われる。これは折れ耳を有するスコティッシュフォールドほとんどで見られる。この座法で辺りをきょろきょろと窺うその姿は、この品種の可愛らしさを物語る多くの特色の中でも特に著名である。ただこの座り方をする事は、後ろ足に障害を持っている可能性に注意が必要である。

### 性格
穏やかな性格で感情を表に出さない。見知らぬ人間に甘えてゆくほどに人懐っこく、人間と一緒にいるのが大好きで、とても遊び好きである。もちろん例外もおり、目が合えば逃げ、要求のある時だけ鳴きもせずに人の前を横切ることによって、餌が欲しいことを主張する。抱かれるのを嫌がる、自分の世界を淡々と生きている個体も多くいる。

## ギャラリー

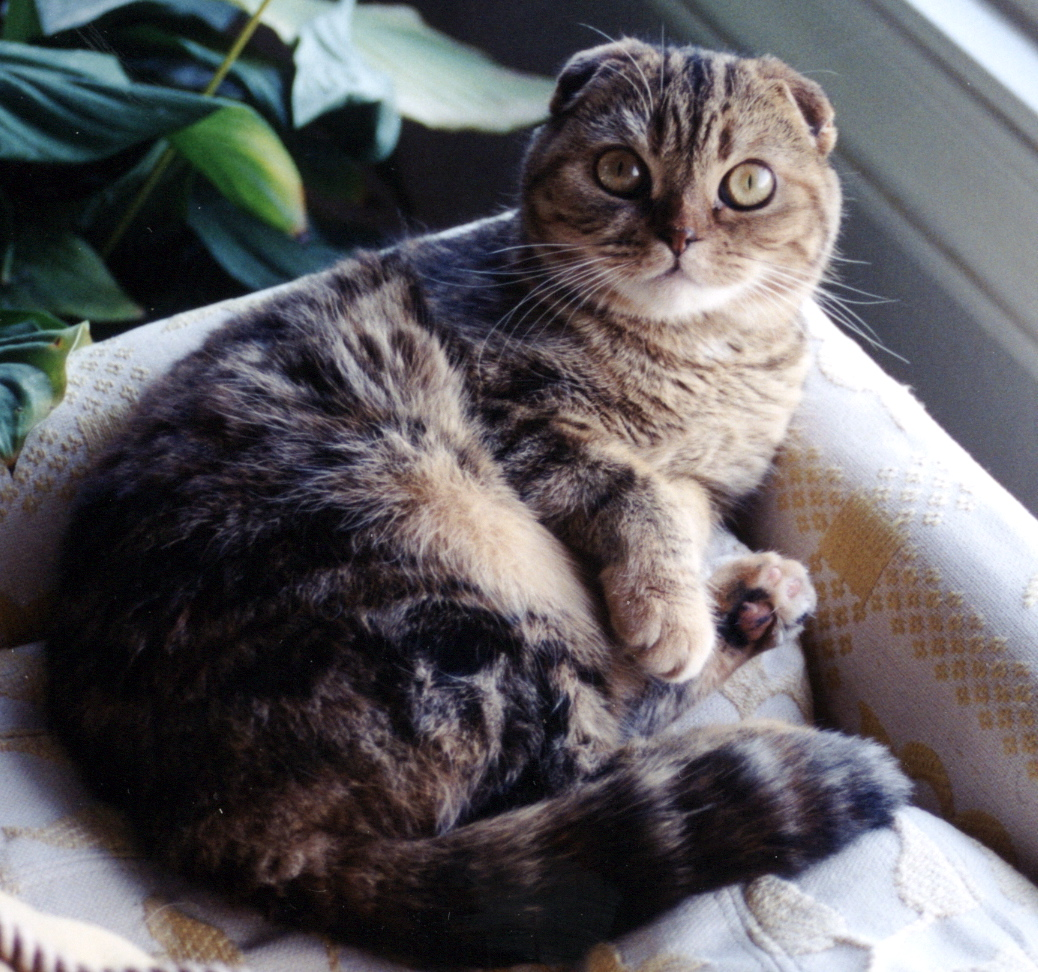
スコティッシュフォールドの短毛種
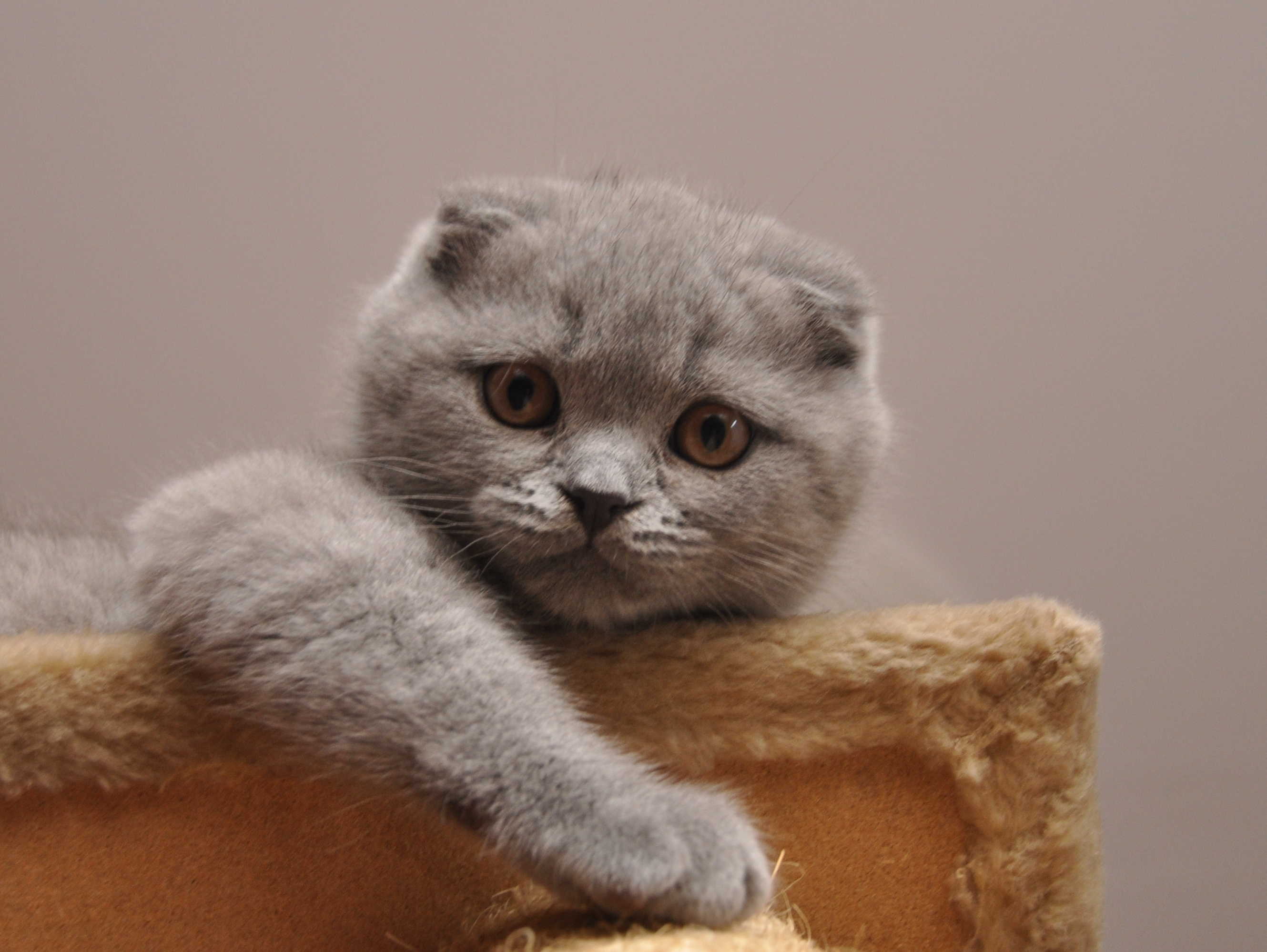
ライラック柄のスコティッシュフォールド
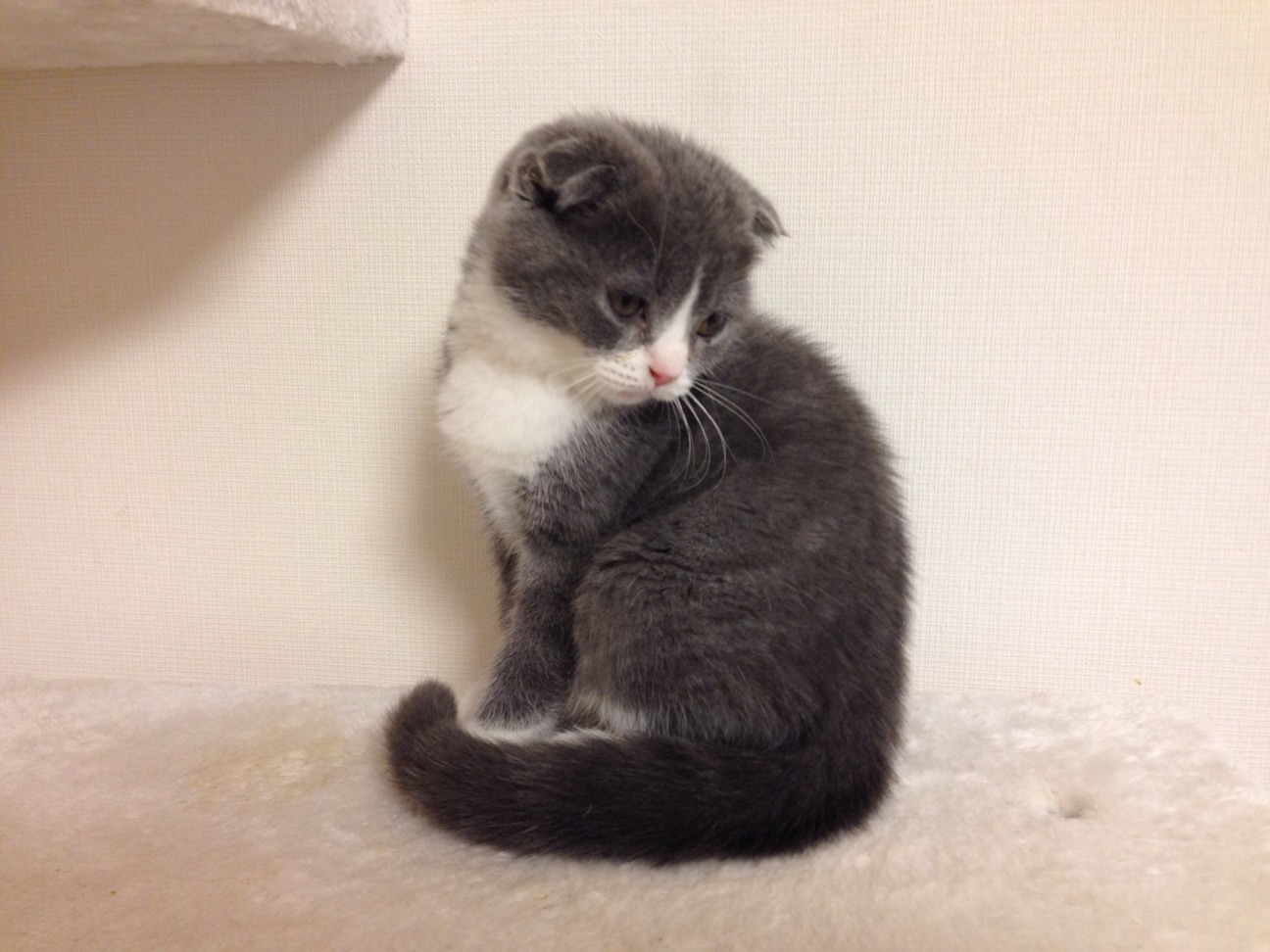
スコティッシュフォールドの子猫
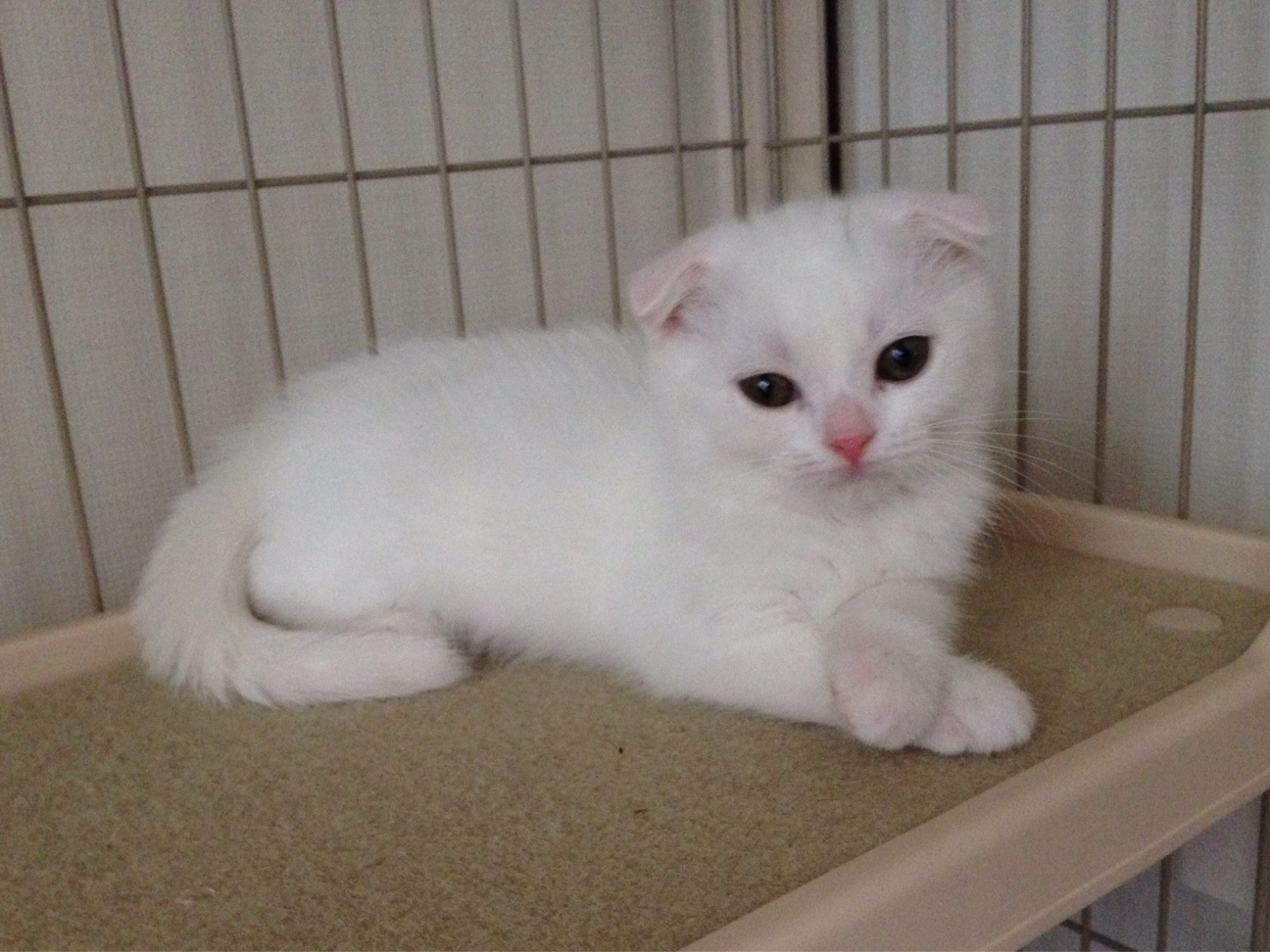
全身真っ白のスコティッシュフォールド
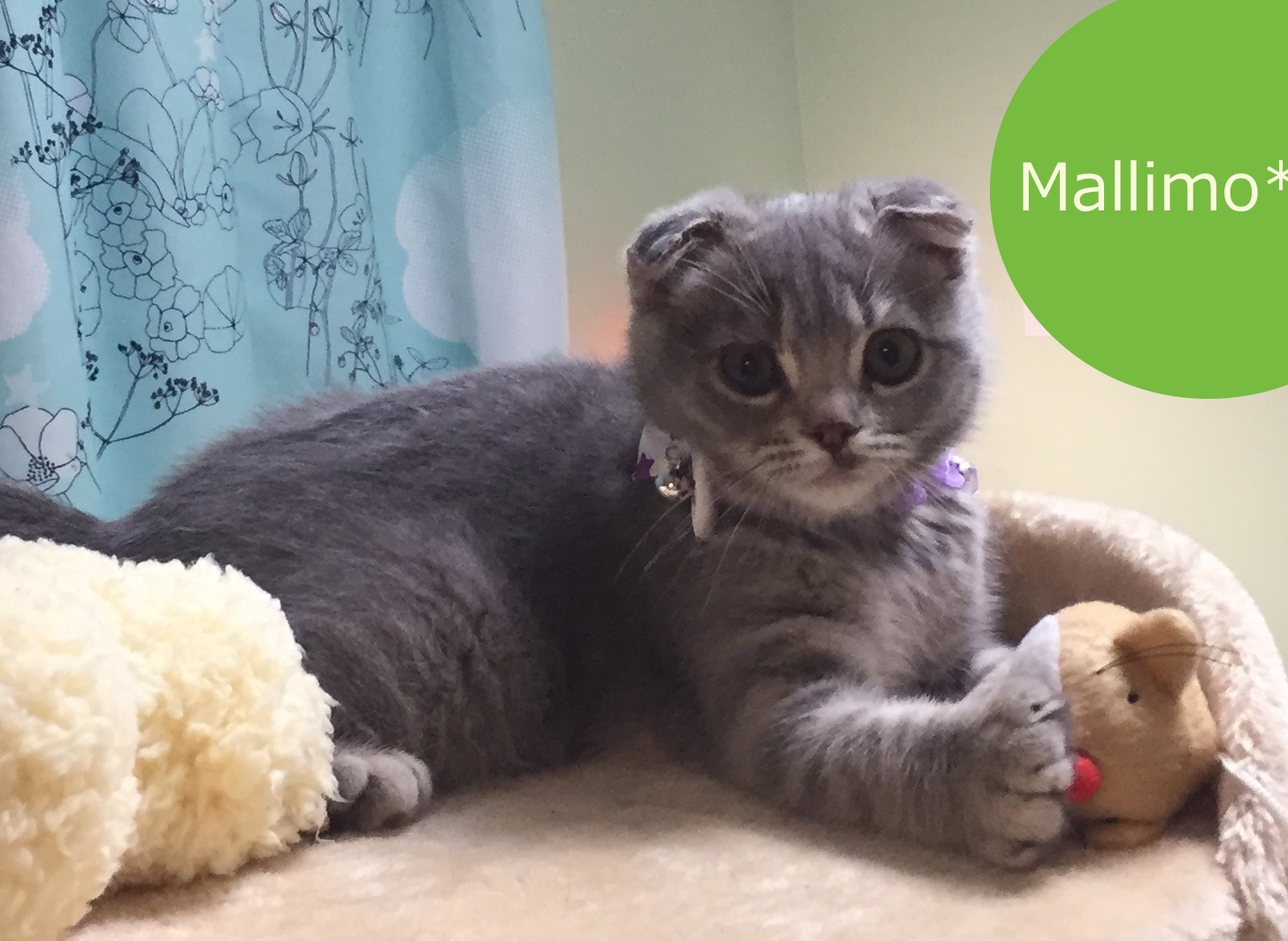
ブルータビーのスコティッシュフォールド（3か月）

## 人気
愛玩用としては人気の高い品種である。アニコム損害保険が日本で2009年に行った飼い猫についての調査は、最も人気の高い猫の品種がスコティッシュフォールドという結果を示している。2024年の同調査でも最人気品種とされ、その前の過去16年間の調査すべてで最人気品種という結果が出ている。
2024年現在、世界各国でFreeads（UK）などを介して生体譲渡（販売）、飼育されており、エド・シーラン（イギリス）やテイラー・スウィフト（アメリカ）、ク・ハラ（韓国）もその愛好家の一人である。その他に日本の著名人では、生まれの早い方から順に、養老孟司、大杉漣、石原詢子、原西孝幸、つるの剛士、土屋アンナ、小嶋陽菜、深海、水原希子、舟山久美子、横山由依、高城れに、知英、菅井友香、宮脇咲良などがいる。
2018年7月には、人気YouTuberのHIKAKINが折れ耳のスコティッシュフォールドを飼い始めた。名前は「まるお」と「もふこ」である。これに対して、株式会社ミグノンプランの友森 玲子は猫種の健全性を問う記事を寄稿した。

## タレント猫

### まる
2007年（平成19年）生まれの「まる」は、日本のタレント猫、ペット系YouTuber。2008年（平成20年）より動画共有サービスサイト「YouTube」に投稿されて一躍有名になった、スコティッシュフォールドのオスである。テレビCMに出演し始めた2009年（平成21年）11月以降は、特に人気が急上昇した。2016年（平成28年）9月22日の時点で、まるのYouTubeチャンネルである「Mugumogu」が動画再生回数 3億2570万4506回を数え、これをもって "Most Views for an Animal on YouTube（YouTubeで最も視聴された動物）" 名義でギネス世界記録に認定された。

### もちまる
2019年（令和元年）生まれの「もちまる」も、日本のタレント猫にして、ペット系YouTuberである。2019年12月よりYouTubeに動画が投稿され始めたスコティッシュフォールドのオス。もちまるのYouTubeチャンネルである「もちまる日記」は、2021年（令和3年）5月14日にチャンネル登録者数100万人を達成。同年8月12日には動画再生回数が6億1958万6290回に達し、これをもって同年9月5日、"Most Views for an Cat on YouTube（YouTubeで最も視聴された猫）" 名義でギネス世界記録に認定された。

## 映像資料
- もちまる日記 (5 September 2021). 【祝】もち様がギネス世界記録™に認定されました。 (動画共有サービス). YouTube.  該当時間: 3分20秒. 2022年7月20日閲覧。